# Lixendöfering
Lixendöfering ist ein Ortsteil der Gemeinde Schönthal im Landkreis Cham des Regierungsbezirks Oberpfalz im Freistaat Bayern.

## Geografie
Lixendöfering liegt auf der Nordseite der Bundesstraße 22, 3 Kilometer südöstlich von Schönthal. Am nördlichen Ortsrand fließt der Rhaner Bach in Richtung Nordwesten der Schwarzach zu.

## Ortsname
Lixendöfering (auch: Lucelndoverch, Luetzeldofrinch, Lözzel Doverich) gehört zu den unechten -ing-Orten. Der Name kommt aus dem Slawischen von dobre = gut, dobrnice = Siedlung am guten Bach, oder vom Personennamen Dobrik. Lixen kommt vom Mittelhochdeutschen lixen > lützel = klein.

## Geschichte
Der aus dem Slawischen stammende Ortsname Lixendöfering zeugt von der frühen slawischen Besiedelung der Gegend. Diese wurde erst relativ spät im 12. und 13. Jahrhundert durch die von Süden sich ausbreitende bajuwarische Landnahme verdrängt.
Lixendöfering wurde bereits im ältesten Herzogsurbar von 1231 erwähnt und ebenfalls im Herzogsurbar des Wittelsbacher Heinrich XIII. aus dem Jahr 1301. In beiden Urkunden wird Lixendöfering als zum Amt Cham gehörig aufgeführt.
1298 übertrug Chunradus de Satelpogen einen Hof in Lixendöfering an das Klosters Schönthal. Im Verzeichnis der Erträge des Klosters Schönthal von 1429 wurde Lixendöfering genannt.
Lixendöfering gehörte zum Landgericht Cham. In den Steuerbüchern von 1577 und 1590 wurde für das Landgericht Cham die Einteilung in Vorderamt (= eusser Gebiet) und Hinteres Amt (= hinter Gebiet) aufgezeichnet. Diese Gliederung bestand 1752. Lixendöfering gehörte zum Hinteren Amt.
1752 hatte das Vorderamt 49 Ortschaften und das hintere Amt 64 Ortschaften. Im Landgericht Cham gab es 1 Herrschaft, 16 Hofmarken, 6 Landsassengüter und insgesamt 2149 Anwesen. Es gab im Landgericht Cham keine Obmannschaften. Dörfer und Weiler bildeten selbständige Gemeinden, denen die umliegenden Einöden angehörten. Diese Gemeinden hatten jeweils einen Dorfführer. Manchmal schlossen sich auch mehrere Weiler, oder ein Dorf und nahegelegene Weiler zu einer Gemeinde zusammen.
1752 hatte Lixendöfering 8 Anwesen. Von diesen Anwesen gehörten der Grabenhof und das Grundgut zum Kloster Schönthal, der Anger zur Kirche Döfering, der Garten zur Paulanerprobstei Cham. 1 Anwesen war selbsteigen und das Hüthaus gehörte der Gemeinde. Zur Hofmark Döfering gehörte der Pangerl und die Mühle.
1809 wurden im Landgericht Cham Steuerdistrikte gebildet, die 1811 in einem Verzeichnis dokumentiert wurden. Lixendöfering gehörte zum Steuerdistrikt Döfering. Der Steuerdistrikt Döfering bestand aus den Ortschaften Döfering, Kleinschönthal, Lixendöfering, Rhan und Wirnetshof.
Lixendöfering gehörte zur Gemeinde Döfering. Die Gemeinde Döfering bestand aus den Orten Döfering, Kleinschönthal, Lixendöfering, Rhan und Wirnetshof. Döfering war eine landgerichtsunmittelbare Gemeinde.
1857 kam die Gemeinde Döfering vom Landgericht Cham zum Landgericht Waldmünchen. 1945 gab die Gemeinde Döfering das Dorf Kleinschönthal an die Gemeinde Schönthal ab. 1978 wurde Döfering nach Schönthal eingemeindet.
Lixendöfering gehört zur Pfarrei Döfering. 1997 hatte Lixendöfering 66 Katholiken.

## Einwohnerentwicklung ab 1838
| Jahr | Einwohner | Gebäude |
| ---- | --------- | ------- |
| 1838 | 93        | 10      |
| 1861 | 85        | 29      |
| 1871 | 75        | 41      |
| 1885 | 65        | 10      |
| 1900 | 60        | 12      |
| 1913 | 66        | 10      |

| Jahr | Einwohner | Gebäude |
| ---- | --------- | ------- |
| 1925 | 51        | 10      |
| 1950 | 74        | 11      |
| 1961 | 52        | 10      |
| 1970 | 61        | k. A.   |
| 1987 | 66        | 12      |
| 2011 | 51        | k. A.   |

## Tourismus und Sehenswürdigkeiten
Durch Lixendöfering führt der Grünes-Dach-Radweg.
Auf dem Nordhang des Hochholzes, auf der Lixendöfering gegenüberliegenden Südseite der B22, steht die denkmalgeschützte Waldkapelle. Sie wurde 1881 erbaut. An ihren Wänden sind zahlreiche Totenbretter angebracht. Denkmalnummer D-3-72-157-17.